# Grzybowe choroby roślin

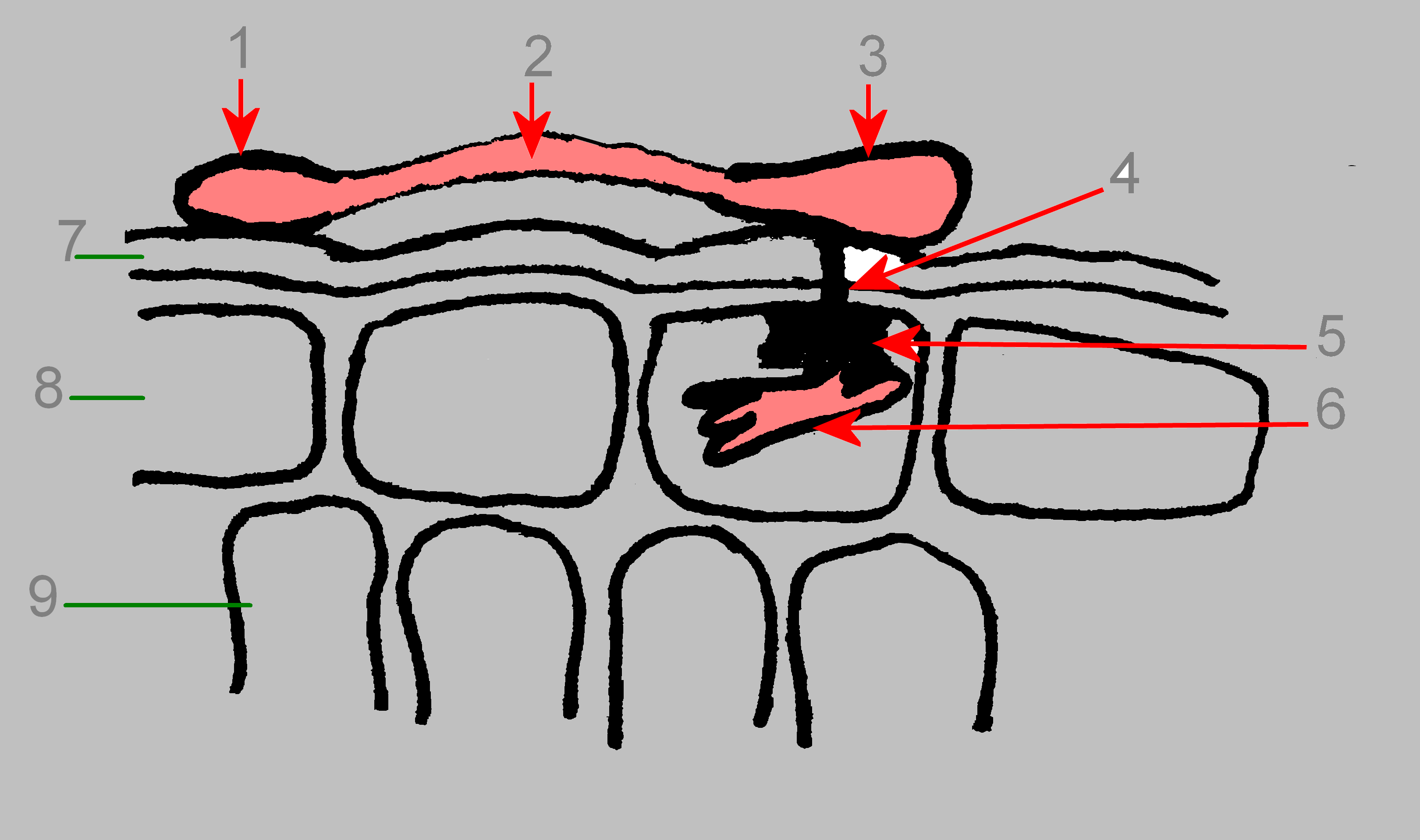
Schemat infekcji rośliny przez grzyba: 1 – zarodnik, 2 – strzępka rostkowa, 3 – appressorium, 4 – strzępka infekcyjna, 5 – rozszerzenie, 6 – ssawka, 7 – kutykula, 8 – epiderma, 9 – miękisz palisadowy

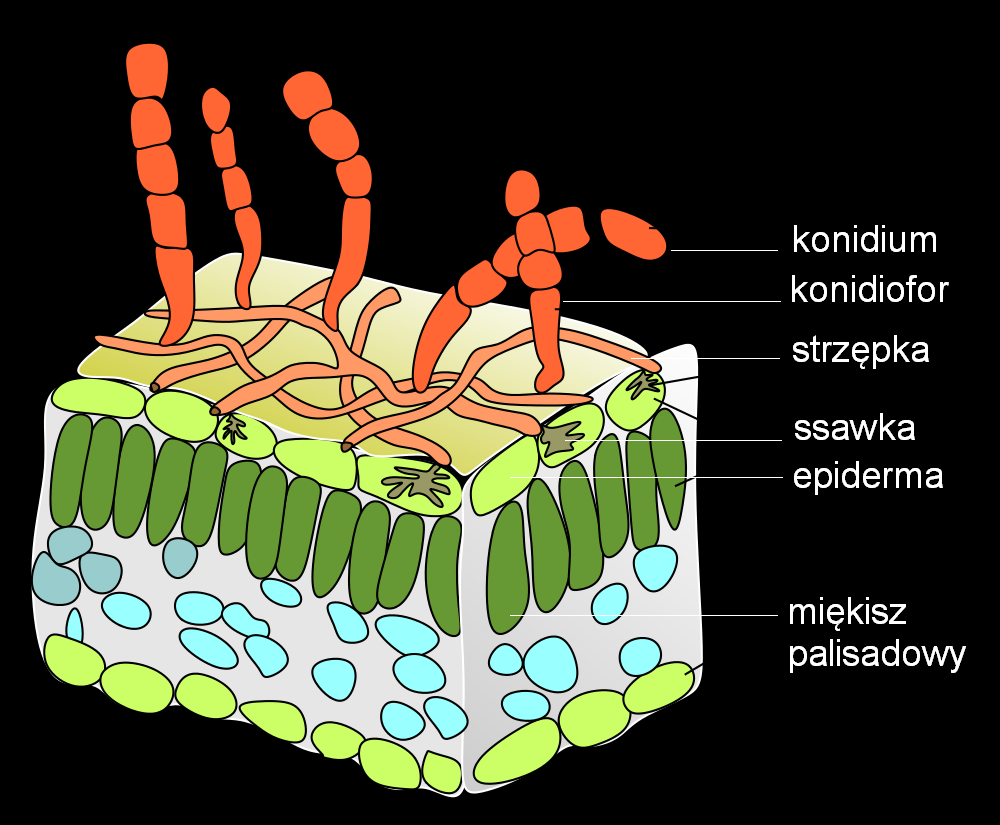
Grzybnia i konidiofory Erysiphe necator na skórce zaatakowanej rośliny

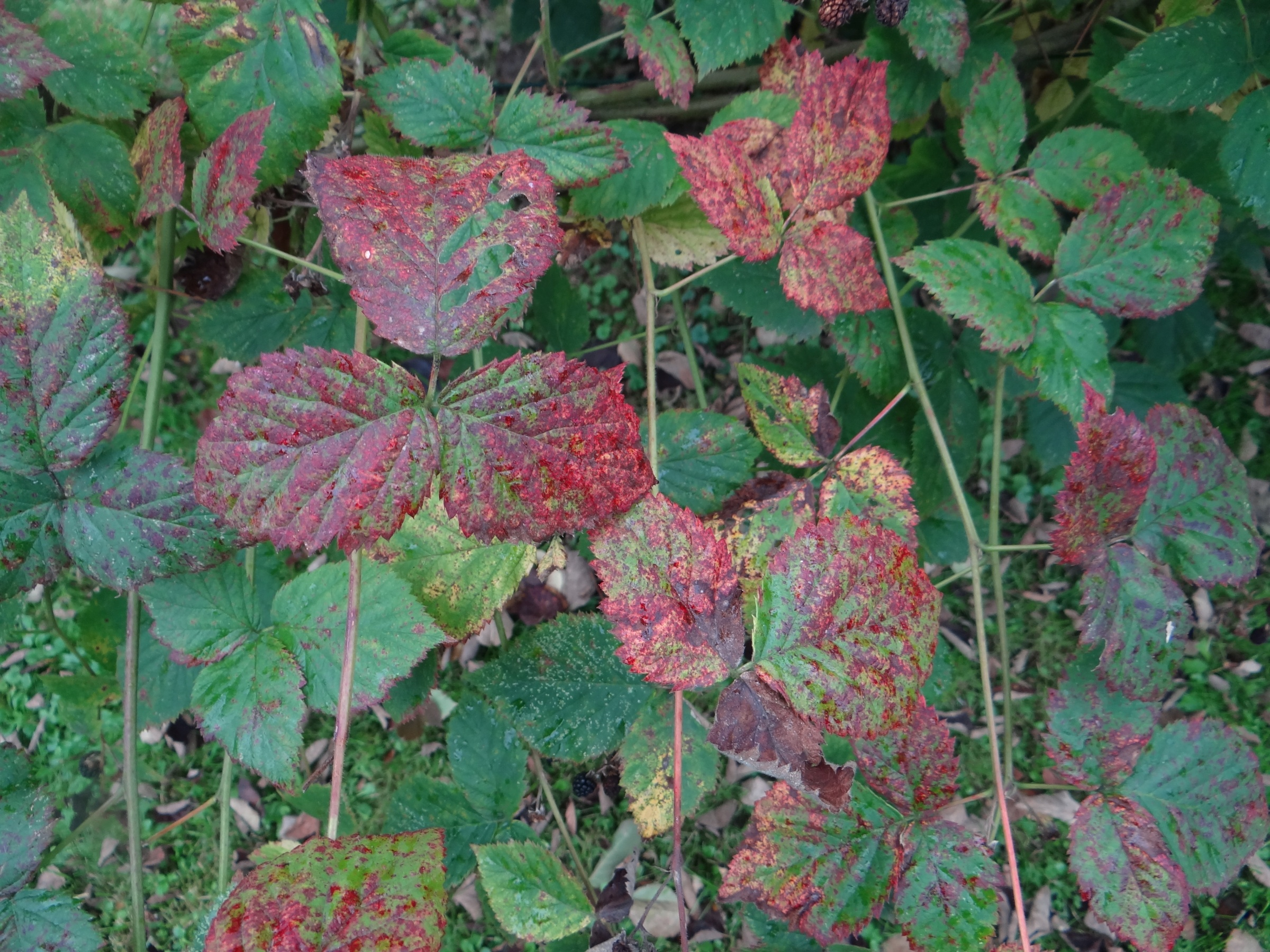
Rdza jeżyny

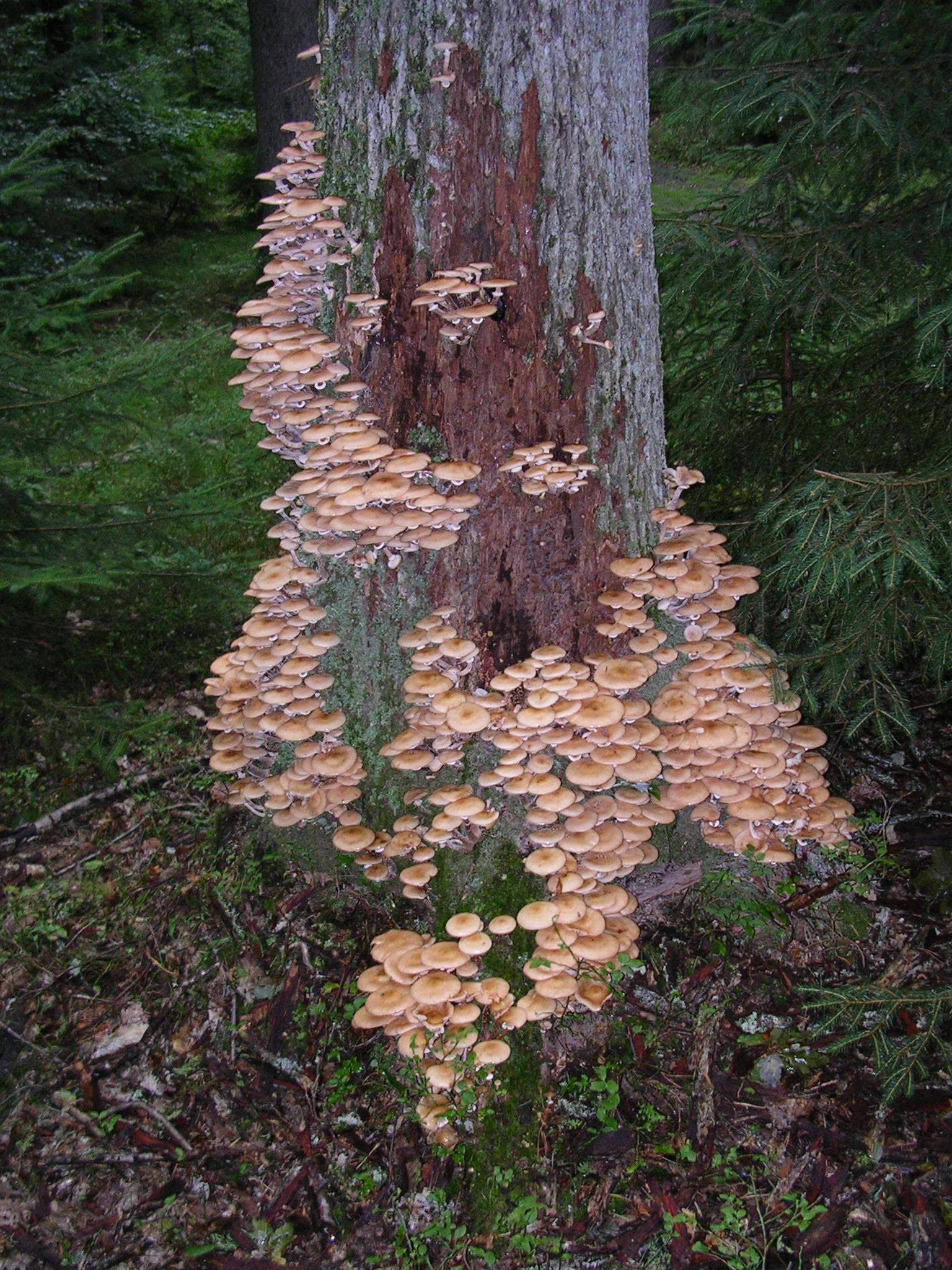
Opieńkowa zgnilizna korzeni

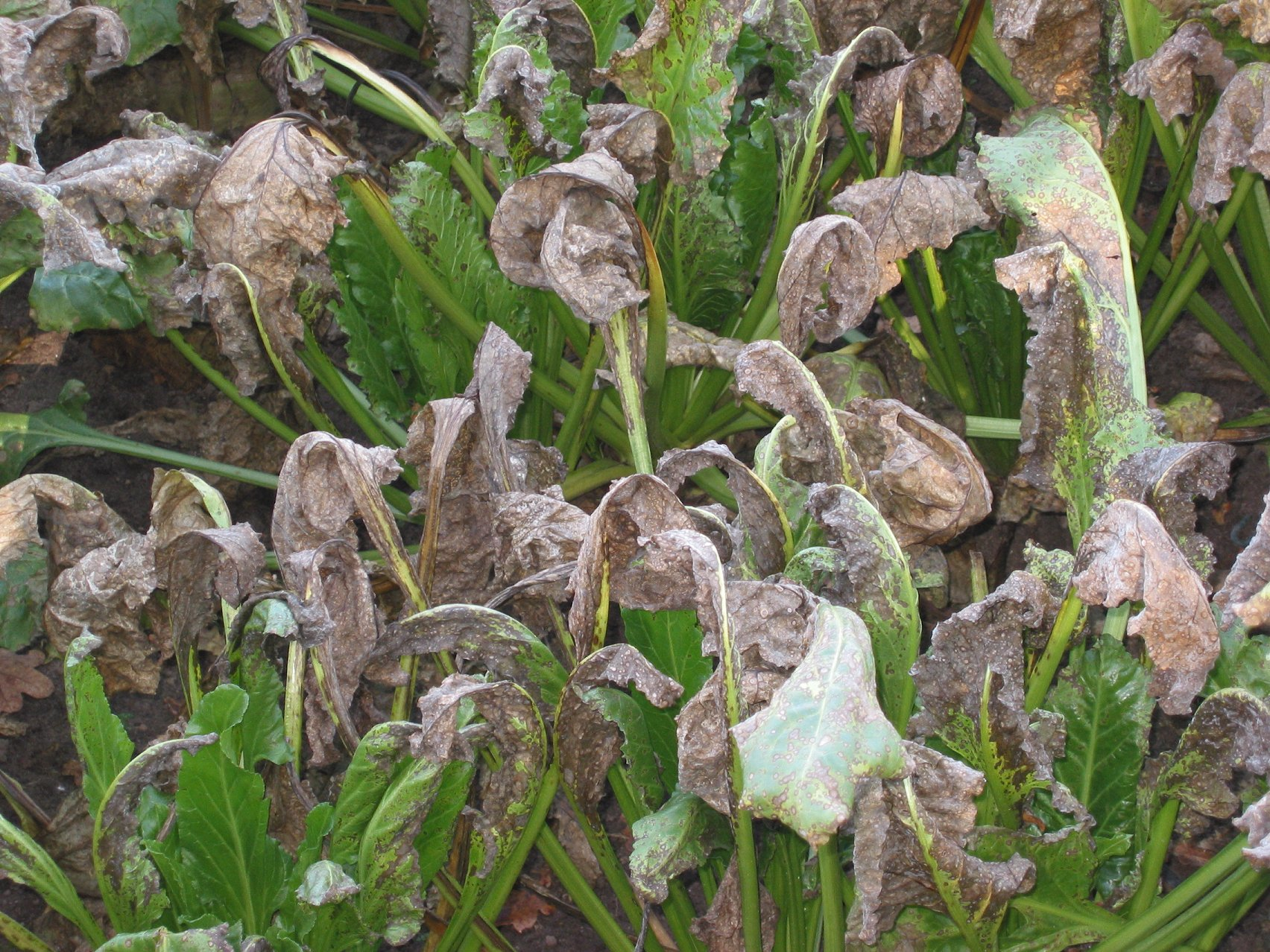
Chwościk buraka

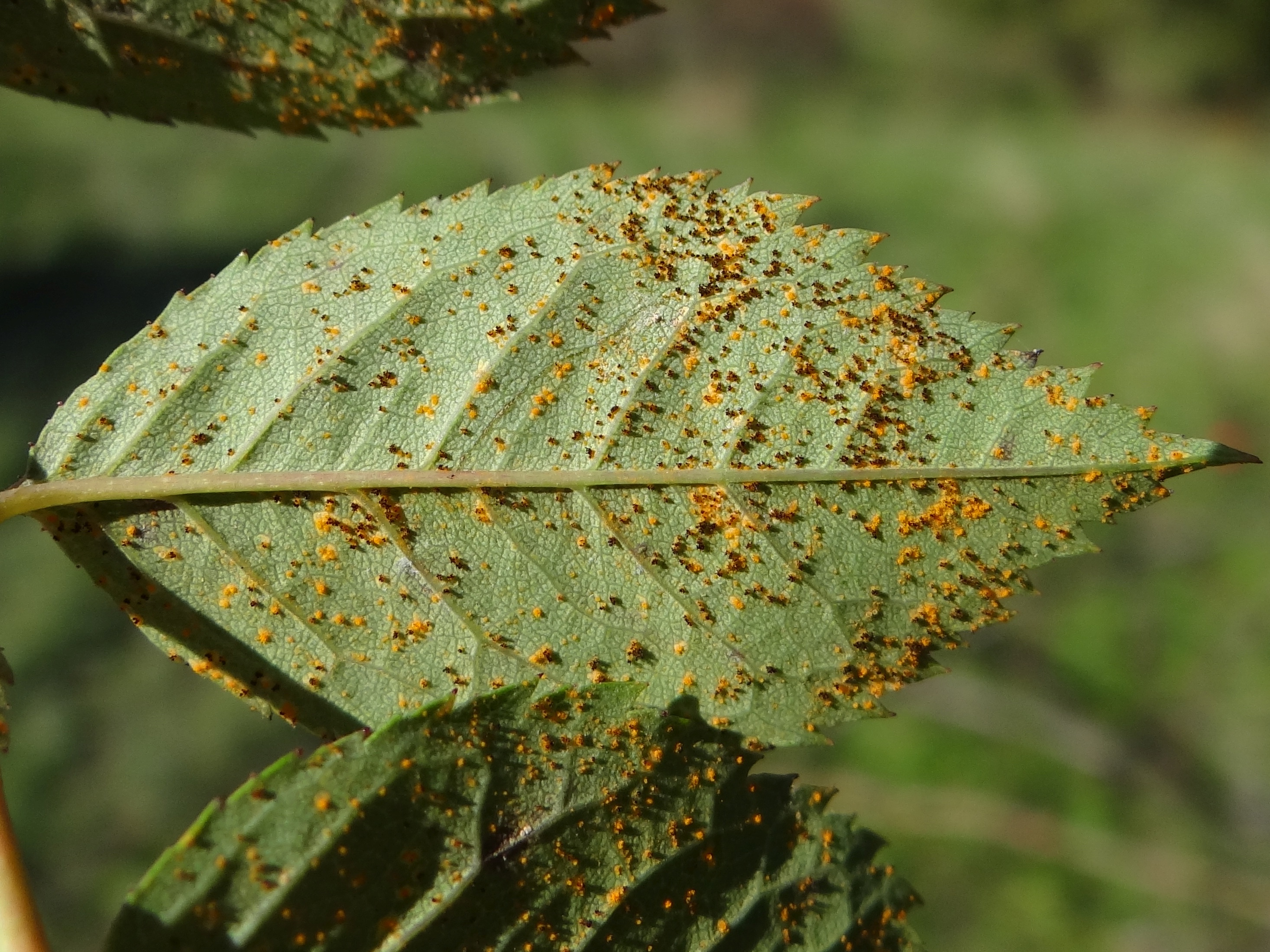
Rdza róży

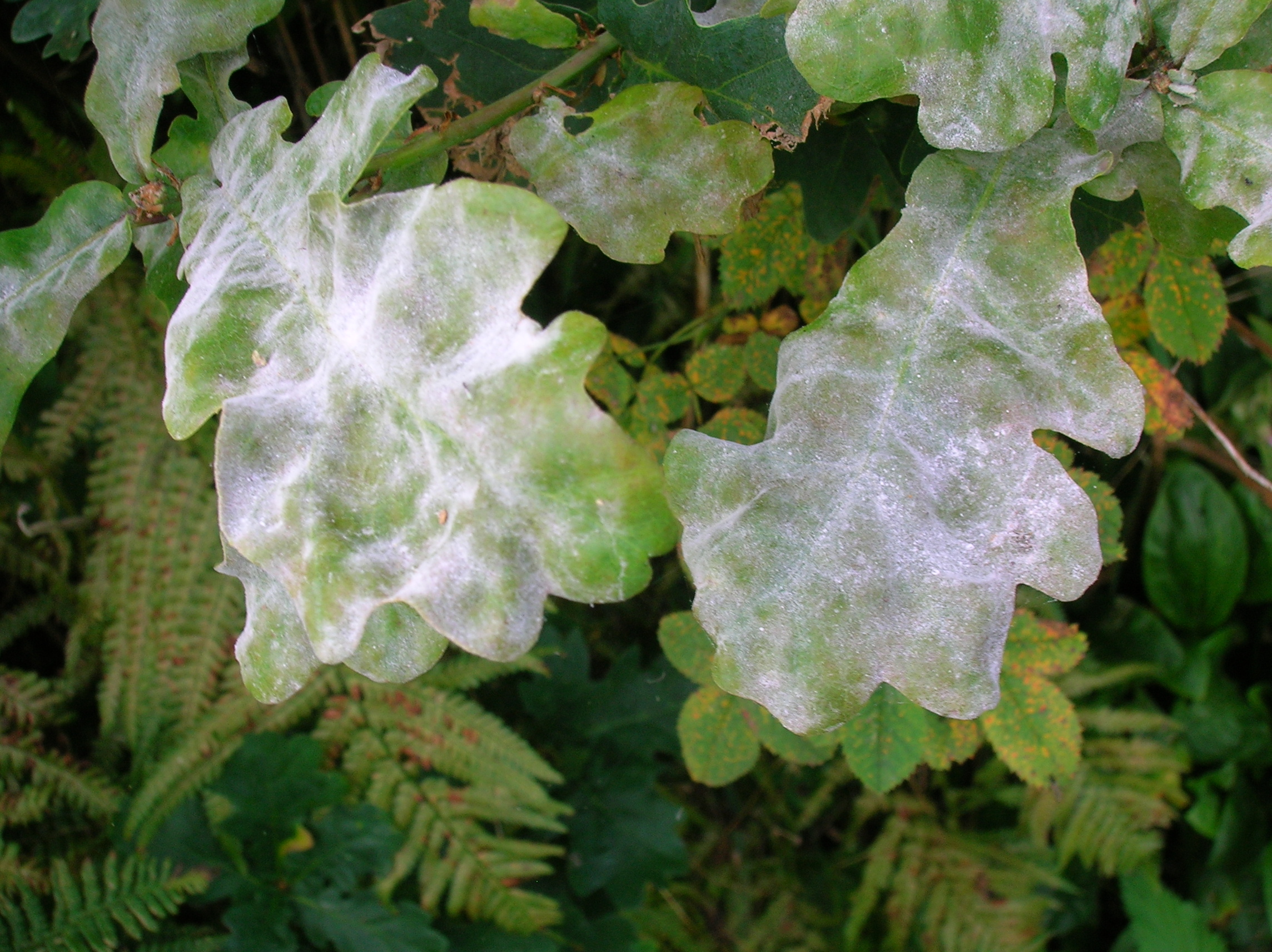
Mączniak prawdziwy dębu

Grzybowe choroby roślin (fitomykozy) – infekcyjne choroby roślin wywoływane przez grzyby (Fungi). Jest to duża grupa chorób o ogromnym znaczeniu w gospodarce człowieka, w rolnictwie i leśnictwie, powodują one bowiem duże straty. Badaniem tych chorób (patogenezą) i wywołujących je patogenów zajmuje się fitopatologia.

## Warunki rozwoju grzybów
Wszystkie grzyby chorobotwórcze bez wyjątku są organizmami cudzożywnymi. Są wśród nich zarówno grzyby saprotroficzne odżywiające się martwą materią organiczną, jak i grzyby pasożytnicze rozwijające się na żywych organizmach. Często zresztą ten sam gatunek grzybów w różnych stadiach swojego rozwoju jest albo pasożytem, albo saprotrofem. Większość grzybów chorobotwórczych w stadium rozmnażania bezpłciowego jest pasożytem i w tym czasie wytwarza zarodniki bezpłciowe zwane konidiami, natomiast w stadium rozmnażania płciowego rozwija się na martwych szczątkach roślinnych wytwarzając zarodniki płciowe (askospory lub bazydiospory).
Czynnikami niezbędnymi do rozwoju patogenów grzybowych są: dostępność substancji organicznych, woda, tlen i odpowiednia temperatura.
W rozwoju choroby wyróżnia się następujące etapy: infekcja, inkubacja, wystąpienie objawów, wyzdrowienie rośliny i rekonwalescencja. Nie wszystkie te etapy muszą wystąpić – czasami bowiem choroba powoduje śmierć żywiciela.

## Zakażenie (infekcja)
Zakażenie, czyli wniknięcie patogenu do rośliny to pierwszy etap rozwoju choroby. Czas, jaki jest niezbędny patogenowi od chwili zetknięcia się z żywicielem, do nawiązania z nim trwałego kontaktu nosi nazwę okresu infekcyjnego. Może on trwać od 2 godzin do kilku tygodni, a nawet kilku lat. Grzyby mogą dokonać infekcji w następujący sposób:
- przez rany
- przez naturalne otwory w ciele roślin
- przez zdrową i nieuszkodzoną tkankę okrywającą.

Pierwszym etapem infekcji grzybowej jest inokulacja, czyli naniesienie na organizm żywiciela zarodników lub fragmentów grzybni. Dokonują tego prądy powietrza, woda, zwierzęta lub człowiek. Patogen musi następnie pokonać różnego rodzaju bariery ochronne rośliny, często niezbędne do tego jest zespołowe działanie większej ilości patogenów. Najmniejsza ilość patogenu niezbędna do skutecznej infekcji to próg infekcji. Zależy on od gatunku patogenu, podatności rośliny na dany patogen oraz od warunków środowiska.
Rośliny pokryte są warstwą kutykuli, która na ogół w wystarczający sposób chroni je przed wniknięciem patogenów. Tylko nieliczne gatunki grzybów są w stanie pokonać tę barierę ochronną. Zazwyczaj grzyby wnikają do wnętrza rośliny przez miejsca, w których brak kutykuli. Są to znamiona słupków, miodniki, główki pręcików, młode kiełki oraz włośniki. Wrotami dla zakażeń są także naturalne otwory ciała: aparaty szparkowe, przetchlinki, hydatody, kanały wydzielnicze w miodnikach, blizny po opadłych liściach i owocach oraz powstające w korzeniach kanały, z których wyrastają korzenie boczne. Bardzo dobrymi dla patogenu miejscami infekcji są różnego rodzaju rany; zarówno te powstające mechanicznie, jak i niewielkie ranki powstające w miejscach nakłucia przez owady. Niektóre grzyby mogą zainfekować roślinę tylko przez rany; np. czyreń sosnowy (Porodaedalea pini) infekuje sosny tylko przez rany sięgające aż do twardzieli, a Ophiostoma ulmi wywołujący holenderską chorobę wiązu przez liczne, ale drobne nakłucia wykonane przez żerującego na wiązach ogłodka wiązowca.
Niektóre grzyby potrafią jednak pokonać nieuszkodzoną kutykulę. Ich zarodniki mają na powierzchni specjalną substancję zawierającą białka, tłuszcze i wielocukry. Pod wpływem wody pęcznieje ona, tworząc kleistą warstwę, za pomocą której zarodnik przytwierdza się do powierzchni kutykuli. Przytwierdzonego do rośliny zarodnika nie może już zmyć nawet silny deszcz. Napęczniała substancja klejąca wytwarza chemiczne bodźce stymulujące kiełkowanie zarodnika. Wytwarza on strzępkę rostkową, na której tworzy się rozpłaszczone miejsce zwane appressorium (przycistką). Przycistka ta jeszcze mocniej przymocowuje kiełkujący zarodnik do rośliny i wyrasta z niej właściwa strzępka dokonująca infekcji, zwana strzępką infekcyjną. Przenika ona kutykulę wrastając do wnętrza rośliny. W przebiciu kutykuli biorą udział dwa mechanizmy:
- trawienie enzymatyczne. Strzępka infekcyjna wytwarza enzymy zwane kutynazami, które hydrolizują znajdujące się w kutynie polimeryczne estry kwasów tłuszczowych. Powstałe po hydrolizie monomeryczne składniki tracą spójność i strzępka swobodnie może je przeniknąć. Ten mechanizm odgrywa większą rolę u większości gatunków patogenów[1]
- nacisk mechaniczny wytwarzany przez klinowaty koniec strzępki infekcyjnej. Ten mechanizm odgrywa największą rolę u opieniek. Ich ryzomorfy stosując tylko mechaniczny nacisk są w stanie wniknąć nawet do wnętrza korzeni roślin. U innych grzybów patogenicznych mechaniczny nacisk rosnącej strzępki pełni tylko pomocniczą rolę[2].

## Warunki i przebieg infekcji
Woda
Dokonujące infekcji zarodniki grzybów zazwyczaj są silnie odwodnione, zawierają nie więcej niż 20% wody. Jest to niezbędne, aby mogły przetrwać czas upływający między oderwaniem od macierzystej grzybni a inokulacją. Do infekcji potrzebują jednak wody. Grzyby infekujące roślinę w glebie poza okresami suszy zazwyczaj nie mają problemu z wodą, dla patogenów infekujących rośliny na powierzchni źródłem niezbędnej wody są: deszcz, woda kondensująca podczas mgły, rosa, ale także deszczowanie i nieumiejętnie przeprowadzone podlewanie. Wyjątkiem są zarodniki mączniakowców (Erysiphales), które zawierają 55–75% wody, a dodatkowo potrafią pobierać wodę bezpośrednio z powietrza, jeśli tylko ma ono wilgotność względną powyżej 90%. Taką wilgotność ma powietrze bezpośrednio przy wylocie aparatów szparkowych, dzięki temu grzyby te mogą infekować rośliny nawet przy słonecznej pogodzie. Czas, przez który zarodnik musi się znajdować w wilgotnym środowisku, aby mógł dokonać infekcji nosi nazwę czasu zwilżenia. Jest on charakterystyczny dla danego gatunku grzyba i zależny od temperatury otoczenia.
Temperatura
Optymalną dla infekcji grzybów jest temperatura 20–25 °C. Im bardziej temperatura rośnie lub spada poniżej tego zakresu, tym bardziej zwalnia tempo infekcji. Czas kiełkowania zarodników, a zatem także niezbędny czas zwilżenia jest ściśle związany z temperaturą. Amerykański fitopatolog W.D. Mill wykorzystał tę zależność konstruując dla groźnej choroby parcha jabłoni tzw. tabelę Millsa. Można z niej odczytać jaki czas przy danej temperaturze powietrza jest niezbędny zarodnikom Venturia inaequalis do zainfekowania liści. Dzięki temu można racjonalnie ustalić termin opryskiwania sadu, tak by było ono skutecznie i aby nie wykonywać zbędnych zabiegów.
Tlen
Kiełkowanie wymaga dużych nakładów energetycznych ze strony patogenu. Do czasu, zanim jego strzępki nawiążą kontakt z tkankami żywiciela, wytwarza on tę energię korzystając z substancji zapasowych zgromadzonych w zarodniku czy strzępce. Niezbędny do tego jest tlen.
Światło
Niektórym patogenom do zainfekowania niezbędne jest światło. Tak np. teliospory grzyba Tilletia controversa kiełkują tylko na świetle.
Inne czynniki
Dla niektórych gatunków ma znaczenie odczyn. Patogenom grzybowym sprzyja odczyn lekko kwaśny. Taki zazwyczaj występuje na powierzchni liści, a powstaje wskutek rozpuszczania w wodzie dwutlenku węgla oraz różnych wydzielin liścia. Ważną funkcję spełniają czasami także wydzieliny rośliny. Zazwyczaj pobudzają rozwój patogenów. Mogą bowiem służyć patogenowi za źródło pożywienia i energii w pierwszym etapie rozwoju, mogą też stymulować u niego dodatnie taksje. Natomiast wydzieliny innych mikroorganizmów żyjących w sąsiedztwie infekcji zazwyczaj hamują rozwój grzybów. Interakcje tego typu są szczególnie silne w glebie.

## Inkubacja
Wylęganie się choroby grzybowej trwa od zakończenia infekcji do wystąpienia pierwszych objawów chorobowych. W tym okresie grzybnia patogenu rozwija się w przestrzeniach międzykomórkowych i na powierzchni żywiciela, a jej strzępki wydzielają enzymy, toksyny i inne substancje. Powoduje to wystąpienie objawów chorobowych: nekrozy, zmiany zabarwienia, zniekształcenia, narośle, zrakowacenie, oznaki etiologiczne i inne. Okres inkubacji zależy od gatunku patogenu i żywiciela oraz od warunków środowiska. Dla chorób grzybowych wynosi on od kilku dni do kilku miesięcy.
Czasami może wystąpić tzw. porażenie bezobjawowe. Następuje to w przypadku, gdy patogen jest mało agresywny, żywiciel charakteryzuje się dużą odpornością na dany patogen, lub patogenowi nie sprzyjają warunki środowiska.

## Grupy chorób
Choroby wywołane przez grzyby
Choroby wywołane przez patogeny należące do tego samego gatunku, rodzaju czy rodziny grzybów, lub charakteryzujące się podobnymi objawami obejmuje się wspólną nazwą. Są to:
- alternariozy wywołane przez gatunki z rodzaju Alternaria
- antraknozy powodujące zgorzele
- biała zgnilizna wywołana przez Agroathelia rolfsii
- fuzariozy wywołane przez gatunki z rodzajów Fusarium, Gibberella, Microdochium
- głownie wywołane przez gatunki z rodzaju Ustilago i Urocystis
- mączniaki prawdziwe wywołane przez gatunki z rodziny mączniakowatych (Erysiphaceae)
- rdze wywołane przez gatunki z rodziny rdzowatych (Pucciniaceae)
- septoriozy wywołane przez gatunki z rodzaju Septoria i inne z klasy Dothideomycetes
- śnieci wywołane przez gatunki z rodzaju Tilletia
- werticiliozy wywołane przez gatunki z rodzaju Verticillium
- pozostałe, których jest znacznie więcej. Wywołane są przez patogeny należące do różnych grup grzybów. W ich nazwach często pojawiają się słowa pochodzące od wywoływanych objawów chorobowych, np. czarna plamistość róży, biała plamistość liści truskawki, gorzka zgnilizna jabłek itp.

Choroby wywoływane przez organizmy grzybopodobne
W tradycyjnych systemach podziału organizmów do grzybów zaliczano organizmy współcześnie uważane za odrębne od nich. W tekstach niebiologicznych nadal te grzybopodobne organizmy bywają określane jako grzyby, a choroby przez nie wywoływane jako choroby grzybowe. Takim przykładem jest zaraza ziemniaka, wywoływana przez organizm należący do lęgniowców, ale w społecznej świadomości uważana za jedną z najbardziej znaczących grzybowych chorób roślin. Podobieństwo takich chorób do chorób grzybowych wyraża się również tym, że do ich zwalczania stosowane są również fungicydy. Formalnie jednak nie są to choroby grzybowe. Dużą i ważną grupę wśród tych chorób stanowią mączniaki rzekome.